# Diecezja Limón
Diecezja Limón (łac. Dioecesis Limonensis) – diecezja Kościoła rzymskokatolickiego w Kostaryce. Należy do metropolii San José de Costa Rica. Została erygowana 30 grudnia 1994 roku.

## Ordynariusze
- Agustín Blessing Presinger, C.M. (1921 - 1934)
- Carlos Alberto Wollgarten, C.M. (1935 - 1937)
- Juan Paulo Odendahl Metz, C.M. (1938 - 1957)
- Alfonso Hoefer Hombach, C.M. (1958 - 1979)
- Alfonso Coto Monge (1980 - 1994)
- José Francisco Ulloa Rojas (1994 - 2005)
- José Rafael Quirós Quirós (2005 - 2013)
- Javier Gerardo Román Arias (od 2015)